# العلاقات اليونانية السورينامية
العلاقات اليونانية السورينامية هي العلاقات الثنائية التي تجمع بين اليونان وسورينام.

## مقارنة بين البلدين
هذه مقارنة عامة ومرجعية للدولتين:
| وجه المقارنة                                              | اليونان                                                                             | سورينام                        |
| --------------------------------------------------------- | ----------------------------------------------------------------------------------- | ------------------------------ |
| المساحة (كم2)                                             | 131.96 ألف                                                                          | 163.27 ألف                     |
| عدد السكان (نسمة)                                         | 10.76 مليون                                                                         | 563.40 ألف                     |
| الكثافة السكانية (ن./كم²)                                 | 81.54                                                                               | 3.45                           |
| العاصمة                                                   | أثينا، نافبليو                                                                      | باراماريبو                     |
| اللغة الرسمية                                             | لغة يونانية، اليونانية الديموطيقية ‏                                                 | اللغة الهولندية                |
| العملة                                                    | يورو، دراخما، فينيكس يوناني ‏                                                        | دولار سورينامي، غيلدر سورينامي |
| الناتج المحلي الإجمالي (بليون دولار)                      | 200.29 مليار                                                                        | 3.32 مليار                     |
| الناتج المحلي الإجمالي (تعادل القوة الشرائية) بليون دولار | 285.45 مليار                                                                        | 9.07 مليار                     |
| الناتج المحلي الإجمالي الاسمي للفرد دولار أمريكي          | 18.00 ألف                                                                           | 9.48 ألف                       |
| الناتج المحلي الإجمالي للفرد دولار أمريكي                 | 26.85 ألف                                                                           | 16.64 ألف                      |
| مؤشر التنمية البشرية                                      | 0.865                                                                               | 0.714                          |
| رمز المكالمات الدولي                                      | +30                                                                                 | +597                           |
| رمز الإنترنت                                              | .gr                                                                                 | .sr                            |
| المنطقة الزمنية                                           | توقيت شرق أوروبا، ت ع م+02:00، ت ع م+03:00، توقيت شرق أوروبا الصيفي ‏، أوروبا/أثينا ‏ | 00                             |

## منظمات دولية مشتركة
يشترك البلدان في عضوية مجموعة من المنظمات الدولية، منها:
| علم المنظمة | اسم المنظمة                        | تاريخ انضمام اليونان | تاريخ انضمام سورينام |
| ----------- | ---------------------------------- | -------------------- | -------------------- |
|             | يونسكو                             | 4 نوفمبر 1946        | 16 يوليو 1976        |
|             | وكالة ضمان الاستثمار متعدد الأطراف | 30 أغسطس 1993        | 2 يوليو 2003         |
|             | الأمم المتحدة                      | 25 أكتوبر 1945       | 4 ديسمبر 1975        |
|             | الاتحاد البريدي العالمي            | ?                    | ?                    |
|             | البنك الدولي للإنشاء والتعمير      | 27 ديسمبر 1945       | 27 يونيو 1978        |
|             | المنظمة الهيدروغرافية الدولية      | ?                    | ?                    |
|             | الاتحاد الدولي للاتصالات           | 1866                 | 15 يوليو 1976        |
|             | منظمة حظر الأسلحة الكيميائية       | ?                    | ?                    |
|             | مؤسسة التمويل الدولية              | 26 سبتمبر 1957       | 1 سبتمبر 2011        |
|             | منظمة التجارة العالمية             | 1995                 | ?                    |
|             | منظمة الشرطة الجنائية الدولية      | ?                    | ?                    |

## وصلات خارجية
- موقع وزارة الخارجية اليونانية
- موقع وزارة الخارجية السورينامية